# 浜松市動物園
浜松市動物園（はままつしどうぶつえん）は、静岡県浜松市中央区舘山寺町にある市営動物園。浜松市フラワーパークの北隣で、両者を合わせて舘山寺総合公園（かんざんじそうごうこうえん）を形成する。

## 概要
隣接する浜松市フラワーパークとは園内通路同士で繋がっており、「共通券」を購入することで両園を自由に巡ることができる。
霊長類の展示は、国内の動物園としては最大級で、ニシゴリラや日本の動物園ではここでしか飼育していないゴールデンライオンタマリンなど、67種970匹（2014年（平成26年）6月現在）は日本モンキーセンターに次ぐ規模である。その他にも、ミニ・サファリ形式の大放牧場や動物ふれあい広場・こんちゅう館など、教育施設としても立派な動物園である。猛獣は、ライオンやトラを始め、クロヒョウ、ユキヒョウ、リカオンがおり、地方都市の動物園としては充実しているとされる。2013年（平成25年）度の年間入場者数は32万人。2009年（平成21年）度の45万人から減少傾向となっているのは、レジャーの多様化、少子化、市街地から遠く子供だけで行きにくいことが原因とされている。

## 沿革
- 1950年（昭和25年）11月1日 - 「浜松こども博覧会」が現在の浜松城公園（中央区）で開かれ、閉会後の跡地に浜松市動物園が開園[2][3]。
- 1982年（昭和57年）
  - 4月 - アドベンチャーワールド（和歌山県）からニシローランドゴリラのオス・メス各1頭が来園[4]。
  - 10月31日 - 移転準備のためこの日をもって一旦閉園。
- 1983年（昭和58年）4月2日 - 中央区にある浜松市フラワーパークの北隣の現在地に移転開園。面積は123,000平方メートルと旧所在地の約6倍に拡張した。
- 1994年（平成6年）12月 - ゴールデンライオンタマリンの飼育が始まる。ブラジル政府より雄雌2匹を借用した[1]。
- 2004年（平成16年）3月10日 - ユニバーサルデザインに基づいた整備工事を完了[2]。
- 2008年（平成20年）4月4日 - ニシローランドゴリラのメスのダイコ（推定31歳）が病死。肺腫瘍と推定される[5]。
- 2022年（令和4年）9月15日 - メスのアジアゾウのハマコが亡くなる[6]。動物園が浜松城公園にあった1972年（昭和47年）3月頃に子どものゾウとして動物園に来園した[6]。来園に関する詳細な資料が残っておらず出生地や出生日など詳細は不明だが、推定年齢は51歳だった[6]。

## アクセス
- 遠鉄バス30舘山寺線「動物園」バス停下車

## 主な飼育動物

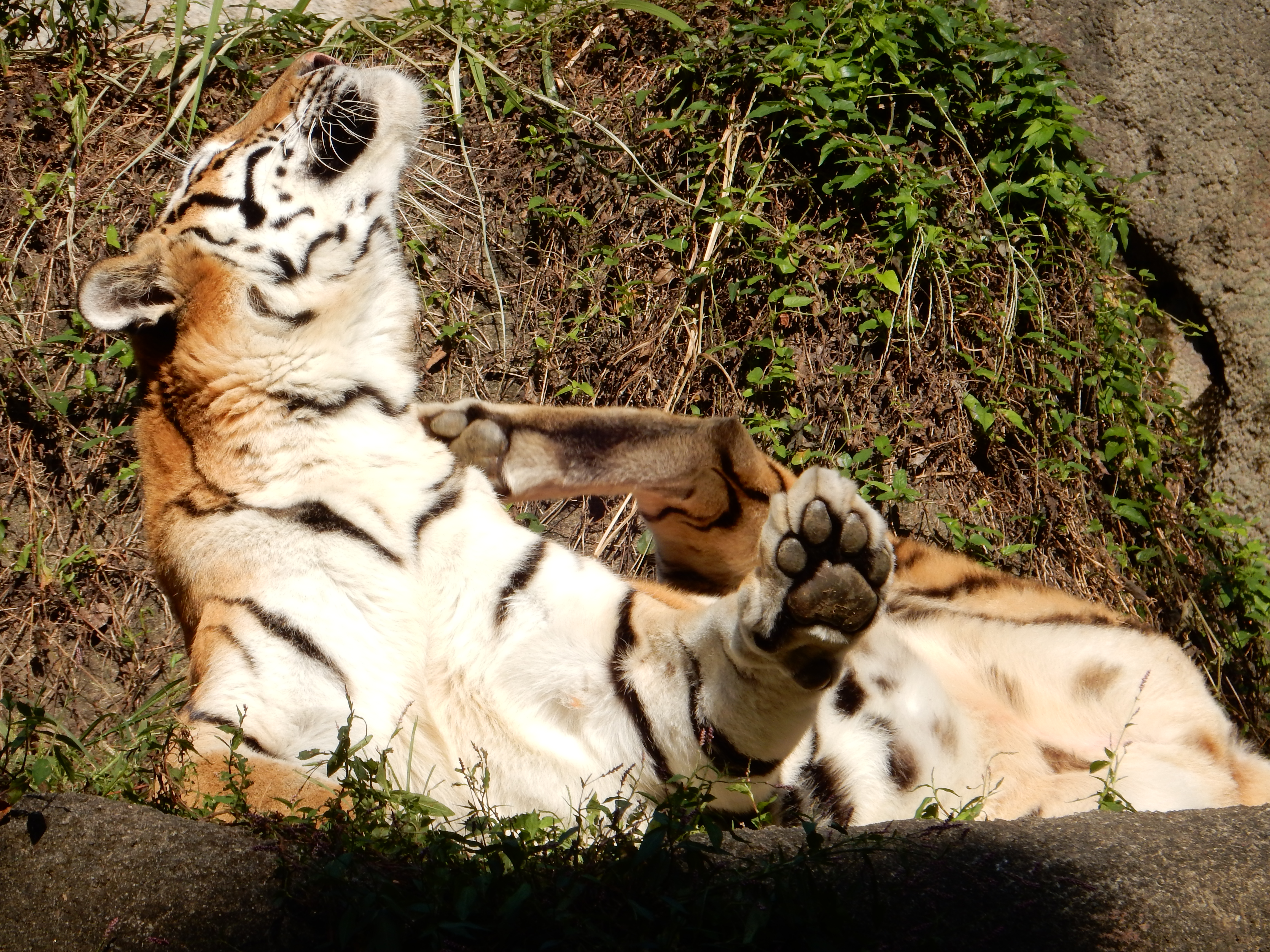
トラ
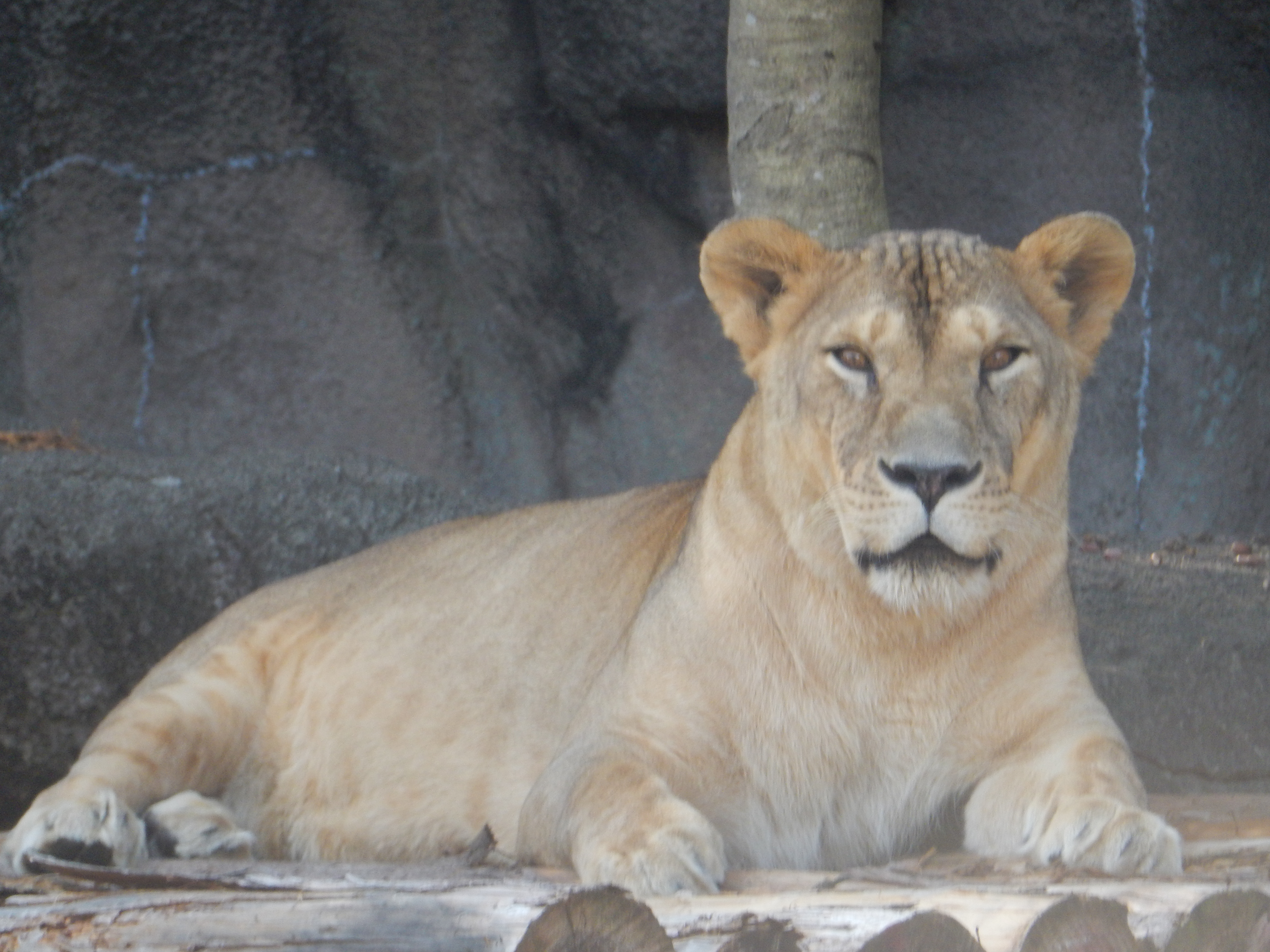
オオカンガルー
- クロカンガルー
- ワオキツネザル
- クロキツネザル
- コモンリスザル
- フサオマキザル
- ジェフロイクモザル
- アカテタマリン
- ワタボウシタマリン
- ゴールデンライオンタマリン[注釈 1]
- コモンマーモセット
- クロミミマーモセット
- ニホンザル
- クロザル
- シシオザル
- ドグエラヒヒ
- マンドリル
- アビシニアコロブス
- フランソワルトン
- アジルテナガザル
- スマトラオランウータン
- チンパンジー
- ニシゴリラ
- ヒゲサキ
- カイウサギ
- アメリカビーバー
- アフリカタテガミヤマアラシ
- カナダヤマアラシ
- カピバラ
- モルモット
- チンチラ
- ヨツユビハリネズミ
- ホッキョクグマ
- ツキノワグマ
- ヒグマ
- レッサーパンダ
- コツメカワウソ
- ミーアキャット
- アムールトラ
- クロヒョウ
- ライオン
- リカオン
- ポニー
- ミニチュアホース
- ロバ
- シマウマ
- ホンシュウジカ
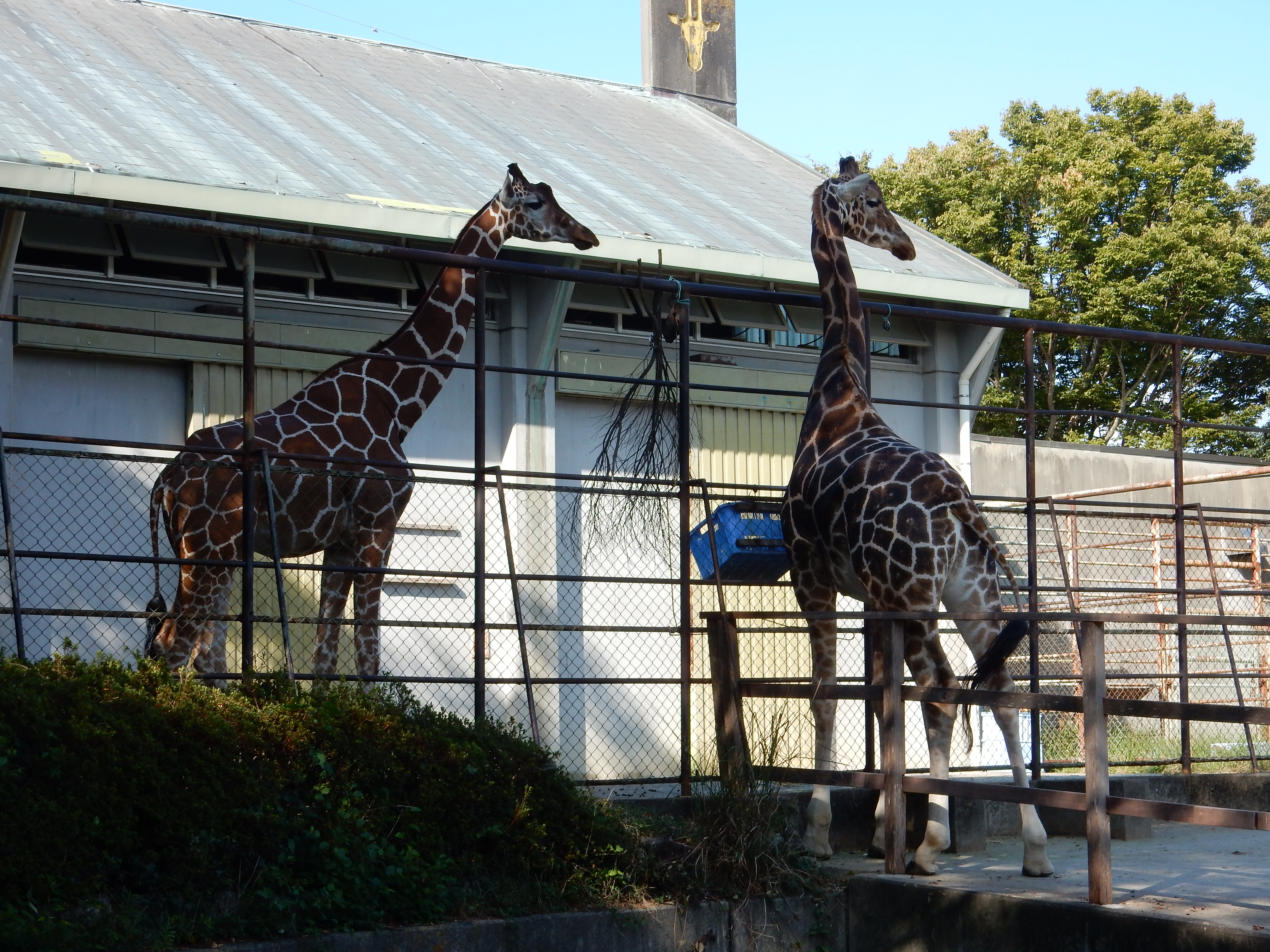
キリン
- アメリカバイソン
- ヤギ
- ヒツジ
- ダチョウ
- フンボルトペンギン
- ショウジョウトキ
- シロトキ
- アフリカクロトキ
- ベニイロフラミンゴ
- チリーフラミンゴ
- マガン
- マガモ
- カルガモ
- ツクシガモ
- オシドリ
- シナガチョウ
- アヒル
- カナダガン
- ヒドリガモ
- ホシハジロ
- ヒメコンドル
- アンデスコンドル
- オジロワシ
- ハクトウワシ
- オオワシ
- パラワンコクジャク
- マクジャク
- インドクジャク
- マナヅル
- ジュズカケバト
- クジャクバト
- メンフクロウ
- シロフクロウ
- ワシミミズク
- ルリコンゴウインコ
- ベニコンゴウインコ

- トラ
- ライオン
- キリン

## 過去の飼育動物

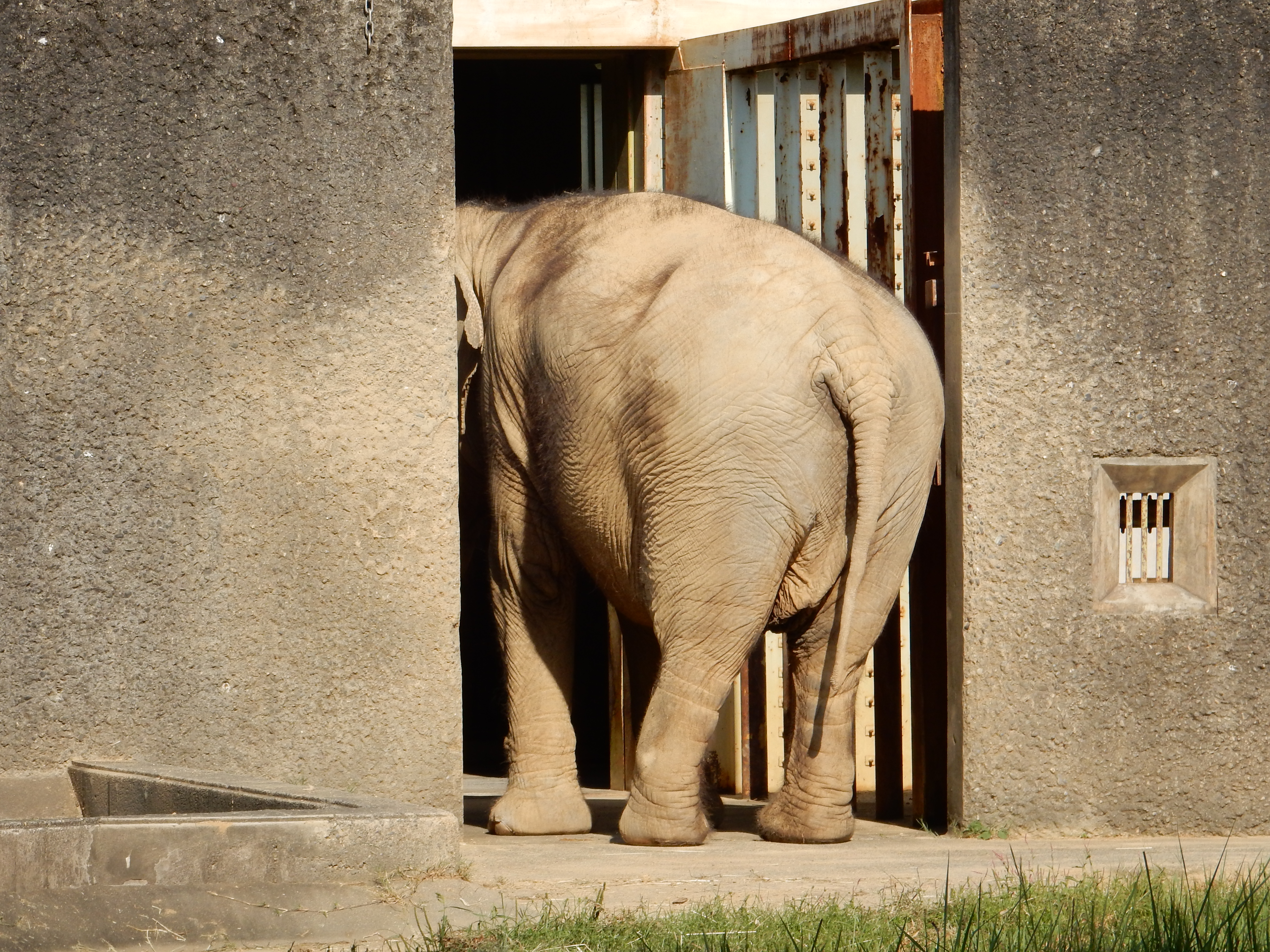
アジアゾウ
- イノシシ
- カリフォルニアアシカ
- ミニブタ
- ユキヒョウ
- ヨーロッパオオカミ
- ラマ
- オオハクチョウ
- カリガネ
- キュウカンチョウ
- ハゴロモヅル

- アジアゾウ